# 銃火器の物理学
銃火器の物理学（じゅうかきのぶつりがく）について、動力学的視点に立つと、現代の武器の大半を占める銃火器とは、標的に最大限の破壊的エネルギーを射手に最小限のエネルギーを伝達する機構である。しかし、標的に伝達する運動量は、射手のリコイルによる運動量を上回ることはできない。弾丸に伝わる運動量と、射手側に伝わる運動量は常に等しいためである。

## 銃火器のエネルギー効率
熱力学的視点から銃火器を観察すると、特殊なピストンエンジンまたは一般的な熱機関と捉えることが可能で、その意味では銃弾がピストンの役割を果たしている。銃火器のエネルギー効率は、特に口径や銃身長など、構造に大きく依存する。ここでは例として、.300ホーク弾を用いる典型的な銃のエネルギー配分を紹介する。
- 銃身との摩擦 2%
- 弾丸の挙動 32%
- 高温ガス 34%
- 銃身の熱 30%
- 燃え残った発射薬 1%

このように、一般的なピストンエンジンと非常に似た性質を持つ。
長い銃身を持つ銃は、より大きな体積を持つため高効率となるが、増加する体積は断熱的とは言えず、また銃身との熱交換により燃焼ガスが急速に冷却されるため、効率の上昇は体積と比例するほどではない。大型の銃火器（大砲のような）は表面積が大きいため、銃身加熱による損失は少ない。大口径の銃身は、推進力に影響する密封性によって生み出される摩擦を少なくできるからである。力は銃身径の2乗に比例する一方、密封の必要性は同じ圧力でも周囲に比例する。

## 力
銃と射手が静止しているとき、弾丸に加わる力と射手のそれは等しい。これは運動の第3法則（全ての作用は、それと同等の反作用を伴う）によるものである。銃と射手の質量を合わせてM弾丸をmとする。銃が発砲されたとき、両者はそれぞれV と v という新しい速度を伴って、相反する方向へ押される。しかし運動量保存の法則によれば、両者の運動量の振幅は等しくなければならない。:
{\displaystyle MV+mv=0\qquad (1)}
力は運動の変化に等しいので、最初の運動量はゼロであり、弾丸の力は銃/射手のそれと同一となる。
人間は銃撃されると転倒したり負傷するが、これは弾丸の運動量が押して生じた結果というよりは、物理的ダメージ又は精神的影響、又は姿勢を崩すことによって生じるもの。20mm口径砲弾など、莫大な運動量の影響を受けた標的はこの限りではない。このような弾丸を、物理的にマウントされたり、反動制御機構（例：無反動砲）無しで発砲する兵器が非常に少ないことには、そのような理由がある。
例: 問 .44マグナム弾の0.016kgのジャケット弾を、77kgの標的に向けて360m/sで発砲した場合、 標的に伝わる速力を求めよ（弾丸が標的内に残り、それにより完全に静止したものとする。）
mb と vb を銃弾の質量、標的に命中する直前の速度とし、mt と vt を、命中後の標的の質量と速度とする。運動量の保存には
mbvb = mtvtが成り立つ必要がある。
標的の速度を求めると、
vt = mbvb / mt = 0.016 kg × 360 m/s / 77 kg = 0.07 m/s = 0.269 km/hとなる
この例から、標的はほとんど動かないと分かる。走行する列車に弾丸を打ち込んでも、列車を止めることはできず、全く現実的ではない。

## 速度
上の式から、銃/射手の速度を求めることができる。 V = mv/M。この式から、力と運動量が等しく弾丸が高速でも、射手の体重と比較して弾丸の質量が小さいほど、反動速度(V)は低いことが分かる。 

## 運動エネルギー
しかし射手と比較して弾丸の質量が小さいほど、弾丸は射手より遥かに大きな運動エネルギーを得る。運動エネルギーは、射手側が {\displaystyle {\begin{matrix}{\frac {1}{2}}\end{matrix}}MV^{2}} で、弾丸側は {\displaystyle {\begin{matrix}{\frac {1}{2}}\end{matrix}}mv^{2}} となる。射手に伝わるエネルギーはこのように表すことができる。
{\displaystyle {\frac {1}{2}}MV^{2}={\frac {1}{2}}M\left({\frac {mv}{M}}\right)^{2}={\frac {m}{M}}{\frac {1}{2}}mv^{2}}
エネルギーの比率を表すには
{\displaystyle {\frac {{\frac {1}{2}}MV^{2}}{{\frac {1}{2}}mv^{2}}}={\frac {m}{M}}\qquad (2)}
運動エネルギーの比は、質量の比に等しく、速度とは無関係である。弾丸の質量は射手のそれよりも遥かに小さいので、弾丸は射手よりも大きな運動エネルギーを得る。弾丸が発砲されて武器から離れると、弾丸のエネルギーは飛翔中に減衰し、その残りも標的に命中して消滅する（例：弾丸と標的は変形する）。

## エネルギーの伝達
その高い速度と小さな断面により、弾丸は命中した標的に大きな応力を与える。これにより、肉のような柔らかい標的は普通、貫通する。このときエネルギーは弾丸が通過して生じた銃創に発散される。この現象の詳細は終端弾道学の項を参照。
防弾ベストは、弾丸のエネルギーを他の素材に逃がすことで着用者を保護する。これは例えば、何層にも折り重なったベストの素材、アラミド（ケブラーまたはトワロン）が弾丸を捉え、そのエネルギーを広範囲に拡散することで、肉体までの貫通を阻止することを目的としたもの。防弾ベストは貫通を阻止できるが、それでも弾丸の運動エネルギーは着用者に深刻な負傷を生じさせ得る。